# فروغ‌ماهی بیضی
فروغ‌ماهی بیضی (نام علمی: Ichthyococcus ovatus) نام یک گونه از تیره فروغ‌ماهیان است.